# Гуашель, Кристин
Кристи́н Марьо́н Элизабе́т Гуаше́ль-Беранже́ (фр. Christine Marion Elisabeth Goitschel-Béranger; род. 9 июня 1944, Сент-Максим) — французская горнолыжница, специалистка по слалому и гигантскому слалому. Представляла сборную Франции по горнолыжному спорту в 1962—1968 годах, чемпионка и серебряный призёр Олимпийских игр в Инсбруке, чемпионка мира, победительница этапа Кубка мира, трёхкратная чемпионка французского национального первенства.

## Биография
Кристин Гуашель родилась 9 июня 1944 года в коммуне Сент-Максим департамента Вар, Франция. Серьёзно заниматься горнолыжным спортом начала с раннего детства, тренировалась вместе с младшей сестрой Мариэль, которая тоже стала известной горнолыжницей. Их третья сестра Патрисия была чемпионкой Франции среди юниорок.
Впервые заявила о себе в 1962 году, став чемпионкой Франции в слаломе и попав в основной состав французской национальной сборной.
Благодаря череде удачных выступлений удостоилась права защищать честь страны на зимних Олимпийских играх 1964 года в Инсбруке — в программе слалома по сумме двух попыток обошла всех своих соперниц и завоевала тем самым золотую олимпийскую медаль, тогда как в гигантском слаломе получила серебро, пропустив вперёд только свою сестру Мариэль (это был первый раз в истории Олимпийских игр, когда две сестры поднялись на один пьедестал почёта). Кроме того, поскольку на этих Играх разыгрывался также чемпионат мира по горнолыжному спорту, дополнительно стала чемпионкой мира. 
После инсбрукской Олимпиады Гуашель осталась в главной горнолыжной команде Франции и продолжила принимать участие в крупнейших международных соревнованиях. Так, в 1966 году она побывала на чемпионате мира в Портильо, где показала в слаломе шестой результат. С появлением в 1967 году Кубка мира по горнолыжному спорту сразу же стала активной его участницей, в частности одержала победу в гигантском слаломе на этапе в американской Франконии, закрыла десятку сильнейших в общем зачёте всех дисциплин.
Рассматривалась как кандидатка на участие в Олимпийских играх 1968 года в Гренобле, однако получила серьёзную травму и вынуждена была завершить спортивную карьеру.
Была замужем за своим тренером Жаном Беранже, начиная с 1970 года супруги занимались развитием горнолыжного курорта Валь Торанс. Позже проявила себя как издатель спортивных журналов.
За выдающиеся спортивные достижения в 1995 году награждена орденом Почётного легиона, в 2009 году произведена в офицеры ордена.